# Yū Tomidokoro
Yū Tomidokoro (japanisch 富所 悠 Tomidokoro Yū; * 21. April 1990 in der Präfektur Saitama) ist ein japanischer Fußballspieler.

## Karriere
Tomidokoro erlernte das Fußballspielen in der Schulmannschaft der Daiichi Gakuin High School. Seinen ersten Vertrag unterschrieb er 2009 bei Tokyo Verdy. Der Verein spielte in der zweithöchsten Liga des Landes, der J2 League. Für den Verein absolvierte er sieben Ligaspiele. 2011 wechselte er zum Drittligisten AC Nagano Parceiro. 2012 wechselte er zum Ligakonkurrenten FC Ryūkyū. 2018 wurde er mit dem Verein Meister der dritten Liga und stieg in die zweite Liga auf. Am Ende der Saison 2022 belegte Ryūkyū den vorletzten Tabellenplatz und musste in die dritte Liga absteigen.

## Erfolge
FC Ryūkyū
- Japanischer Drittligameister: 2018  ▲